# Ann Pira
Ann Pira (Mortsel, 28 augustus 1965) is een Vlaamse actrice. Ze is vooral bekend bij het grote publiek door haar rol als Nancy De Grote in de televisieserie Thuis, de vertolking van een impulsieve en ratelende personage met het hart op de tong.

## Biografie
In 1989 voltooide Pira haar acteursopleiding aan de Studio Herman Teirlinck. Naar haar studies stond ze 10 jaar lang vooral op het theater. Pira verhuisde daarna naar het platte land, kreeg kinderen, waardoor ze eind jaren 90 het theater moeilijker kon combineren en nam minder theaterwerk aan.
Voor de televisie speelde Pira een tiental kleine rollen in de jaren 90 en 2000 zoals Wittekerke, Spoed en Witse.
Anno 2003 werd Pira door de productie van thuis opgebeld om een kleine rol te vertolken als Nancy De Grote, de moeder van Femke De Grote (gespeeld door Vanya Wellens), om Femke haar moeilijke thuissituatie te laten zien. Personage Nancy was aanvankelijk gedoeld voor zes draaidagen als alcoholiste met een foute vriend Eddy Van Noteghem (gespeeld door Daan Hugaert). Tot op heden spelen beide acteurs nog steeds in de dagelijkse soap thuis, waarbij hun personages geliefd zijn onder de kijkers.
In 2019 was Pira een van de deelneemsters van Dancing With The Stars op VIER.
In mei 2023 stond Ann Pira opnieuw op de planken met een tournee door heel Vlaanderen getiteld 'Poupehan', een coproductie van Het Laatste Bedrijf, De Mannschaft en Studio Wattmann. 

## Filmografie
- Postbus X - Marijke
- De gouden jaren (1992) - Linda
- De zevende hemel (1993) - meisje in bed
- De opdracht (1994)
- RIP (1994)
- Wittekerke (2000) - Ingrid Delopel
- De makelaar (2000) - Magda
- Spoed (2000) - Martine De Donder
- Spoed (2003) - Nathalie De Jaeger
- Café Majestic (2003)
- Flikken (2003) - Annie Bosman
- Thuis (2003-heden) - Nancy De Grote
- Witse (2004) - Viviane Paulus
- Spoed (2005) - Karels ex-vrouw
- Kinderen van Dewindt (2005) - Veerle

## Privé
Ze was getrouwd met Herbert Bruynseels, met wie ze twee kinderen heeft. Ann Pira's oudere zus Ingrid Pira was tot 2012 burgemeester van Mortsel. Zelf kwam ze bij de lokale verkiezingen van 2024 op in Lier voor missie2500. Ze raakte verkozen.